# Rothmann (cràter)
Rothmann és un cràter d'impacte situat a la part sud-est de la cara visible de la Lluna, al voltant d'un diàmetre de distància al sud-oest del cingle Rupes Altai. El cràter Lindenau, lleugerament més gran, es troba al sud-oest de Rothmann.

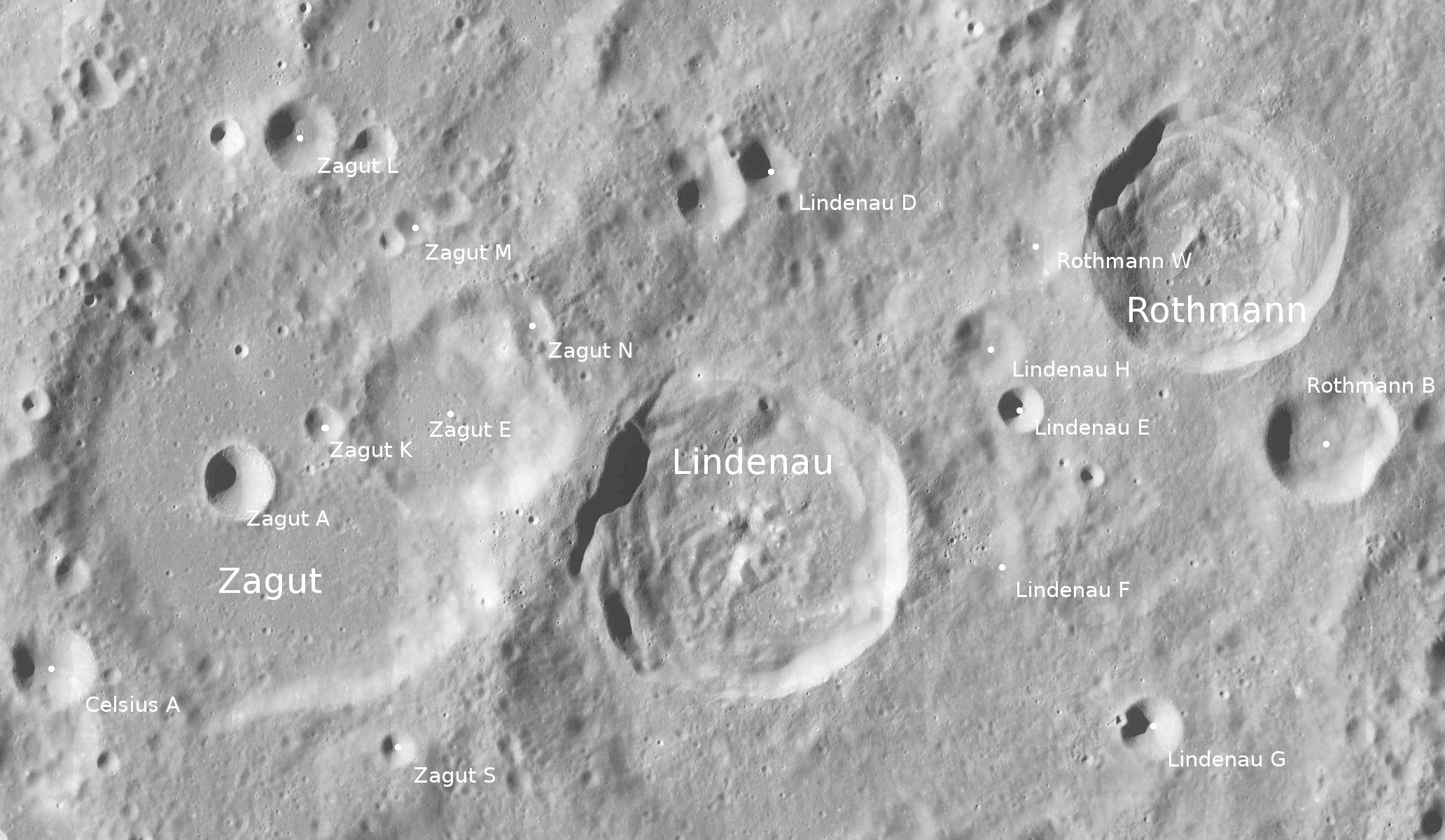
Localització de Rothmann (superior dreta de la imatge)
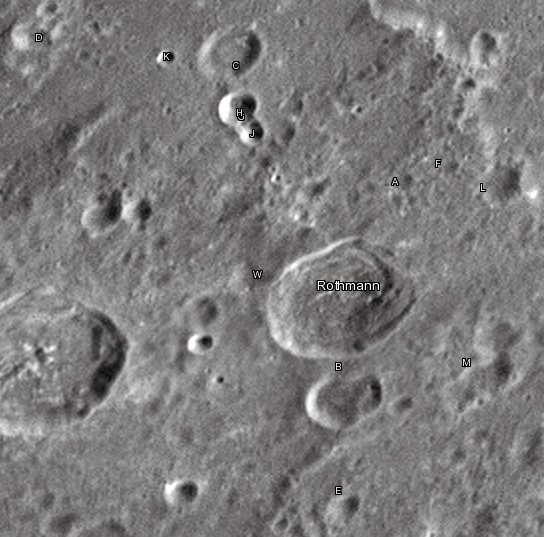
Cràters satèl·lit

És un cràter relativament recent, per la qual cosa no està erosionat significativament. La vora externa és circular i no se superposa a altres cràters destacables. Les parets interiors s'han enfonsat, formant terrasses en alguns llocs. El sòl interior és una mica irregular, i presenta una elevació central a prop del punt mitjà.

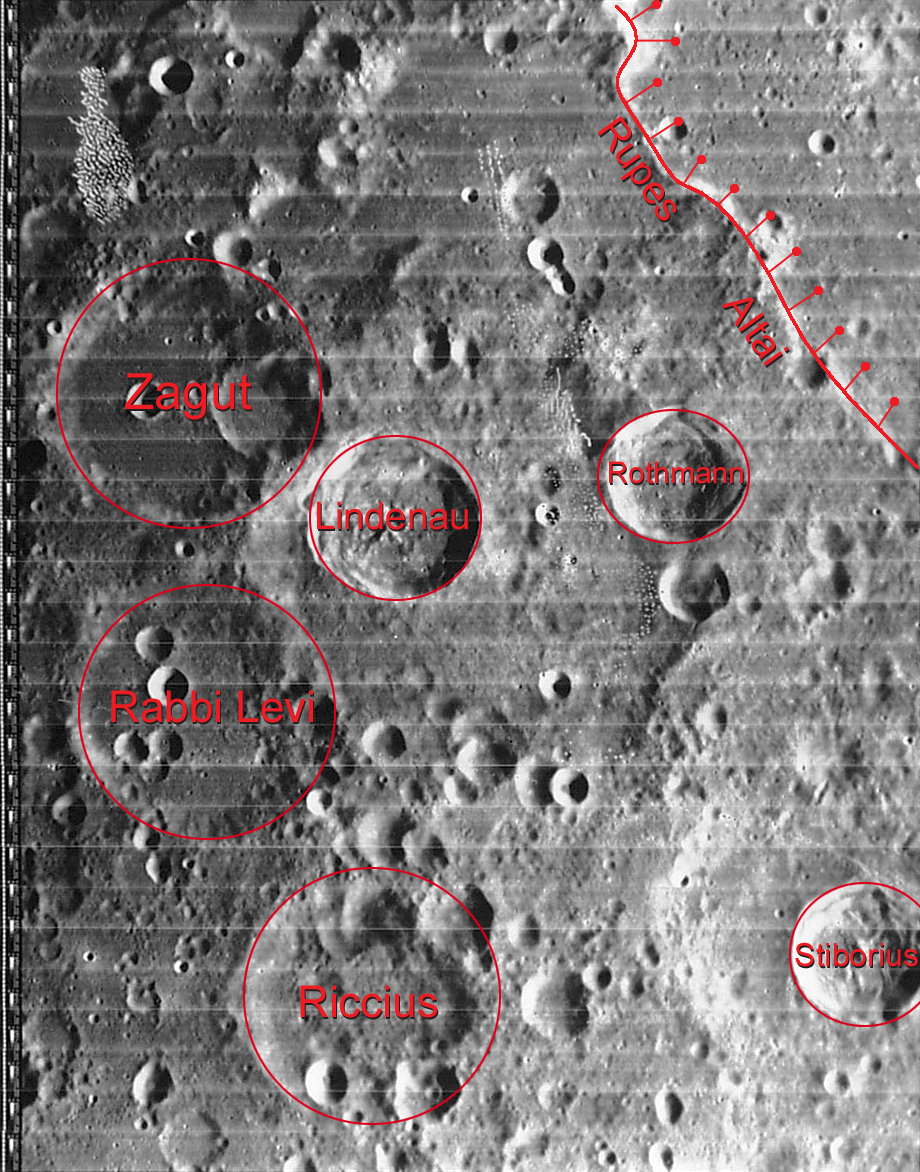
Rodalies de Rothmann
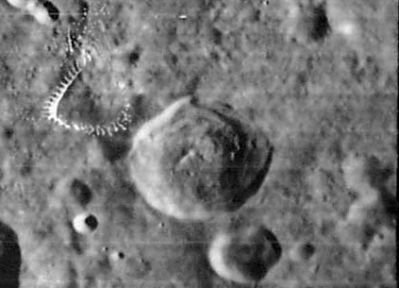
Fotografia de la missió Lunar Orbiter 4

## Cràters satèl·lit
Per convenció aquests elements són identificats en els mapes lunars posant la lletra en el costat del punt central del cràter que està més proper a Rothmann.
| Rothmann | Coordenades                          | Diàmetre |
| -------- | ------------------------------------ | -------- |
| A        | 29° 24′ S, 27° 36′ E / 29.4°S,27.6°E | 8 km     |
| B        | 31° 48′ S, 28° 24′ E / 31.8°S,28.4°E | 21 km    |
| C        | 28° 36′ S, 25° 06′ E / 28.6°S,25.1°E | 19 km    |
| D        | 28° 54′ S, 22° 48′ E / 28.9°S,22.8°E | 14 km    |
| E        | 32° 54′ S, 29° 12′ E / 32.9°S,29.2°E | 10 km    |
| F        | 29° 06′ S, 28° 00′ E / 29.1°S,28.0°E | 7 km     |
| G        | 28° 24′ S, 24° 18′ E / 28.4°S,24.3°E | 92 km    |
| H        | 29° 06′ S, 25° 24′ E / 29.1°S,25.4°E | 11 km    |
| J        | 29° 18′ S, 25° 42′ E / 29.3°S,25.7°E | 8 km     |
| K        | 28° 48′ S, 24° 24′ E / 28.8°S,24.4°E | 6 km     |
| L        | 29° 12′ S, 28° 42′ E / 29.2°S,28.7°E | 14 km    |
| M        | 31° 12′ S, 29° 48′ E / 31.2°S,29.8°E | 16 km    |
| W        | 30° 48′ S, 26° 36′ E / 30.8°S,26.6°E | 11 km    |